# Hanehoved Trinbræt
Hanehoved Trinbræt er et trinbræt i Hanehoved ved Frederiksværk. Det åbnedes i 1922.